# You Want Some of This?
You Want Some of This? è il primo album in studio del cantautore canadese Jon Lajoie, pubblicato il 30 gennaio 2009 dalla Normal Guy Productions.
Il disco è una raccolta di tutte le canzoni precedentemente pubblicate sul web dal cantautore, con l'aggiunta di alcuni inediti. Il titolo riprende una frase ripetuta in diversi video da Nino Perone, amico e collaboratore di Lajoie.

## Tracce
1. Everyday normal guy – 3:21
2. Too fast – 1:56
3. I don't understand – 0:24
4. Show me your genitals – 2:32
5. High as fuck – 2:54
6. Pop song – 2:44
7. Song for Britney – 2:29
8. The phonecall – 3:51
9. Everyday normal guy 2 – 3:15
10. Sunday afternoon – 2:59
11. Stay at home dad – 2:59
12. Potty training song – 0:34
13. Show me your genitals 2: E=mc vagina – 2:56
14. Cold blooded Christmas – 2:14
15. 2 girls 1 cup song – 2:43
16. Everyday normal crew – 4:52
17. Why did you leave me? – 0:38